# Cimetière monumental de Rouen
Pour les articles homonymes, voir cimetière monumental.
Le cimetière monumental de Rouen, parfois surnommé le « Père Lachaise rouennais », est le plus grand cimetière de Rouen (quelque 22 000 tombes). Situé au nord-est de la ville, il s'étend sur une superficie de dix hectares.
Une centaine de personnalités, qui ont contribué à la grandeur de Rouen dans les domaines politiques, artistiques et autres, y sont inhumées : c'est le cas, notamment de Charles Verdrel, maire de la ville à la fin du XIXe siècle, de l'auteur Gustave Flaubert, de l'artiste Marcel Duchamp ou de l'homme politique Michel Bérégovoy.
En 2019, il est labellisé « Cimetière remarquable d'Europe »,.

## Histoire du cimetière

### Création du cimetière monumental
En 1823, la municipalité de Rouen forme le projet de créer un « cimetière monumental » pour répondre à une demande des notables de bénéficier d'un cimetière comparable au Père-Lachaise. La ville choisit un terrain non bâti au nord de la ville, sur la côte dite des Sapins. Pour la municipalité, c'est une manière d'exploiter lucrativement un terrain de peu de valeur marchande, qui servait jusqu'alors de pâturage pour les moutons.
Une ordonnance royale du 28 juin 1824 autorise l'ouverture de la nécropole, dont les travaux d'aménagement sont dirigés par l'architecte municipal Charles-Félix Maillet du Boullay. Le terrain, escarpé, nécessite un chantier de terrassement. Conformément à la loi, le cimetière est clôturé par un mur de deux mètres de haut, ouvert au sud par une entrée monumentale, inspirée de l'architecture égyptienne. La nécropole est également dotée d'une chapelle, implantée dans la partie haute du terrain, et d'une croix, tous dessinés par Maillet du Boullay. Les travaux sont achevés en 1828.

### Développement du cimetière jusqu'en 1871
Au cours de ses premières décennies d'existence, le cimetière monumental n'attire que peu l'élite rouennaise, qui juge les frais d'inhumations trop élevés. Au cours de la première décennie d'exploitation, moins d'une vingtaine d'inhumations sont célébrées en moyenne chaque année ; puis environ quarante au cours de la décennie suivante.
C'est sous le Second Empire que le cimetière monumental connaît son véritable essor, porté par une bourgeoisie rouennaise soucieuse d'inscrire sa réussite dans de luxueuses sépultures. Le nombre d'inhumations annuelles atteint une moyenne de deux cents. En 1885, ce nombre culmine à presque trois cents.
Du fait du prix élevé des concessions et des majorations appliquées aux frais d'inhumation, le cimetière monumental se veut, au XIXe siècle, le cimetière de l'élite sociale rouennaise. Jean-Pierre Chaline a calculé qu'à la fin du Second Empire, « 85 % des défunts enterrés ici appartiennent aux couches sociales supérieures », dont « 20 % d'industriels ou négociants ».

Les recettes des inhumations, très élevées car majorées d'un tiers, permettent à la municipalité de compenser les enterrements gratuits consentis aux indigents dans d'autres cimetières de la ville.

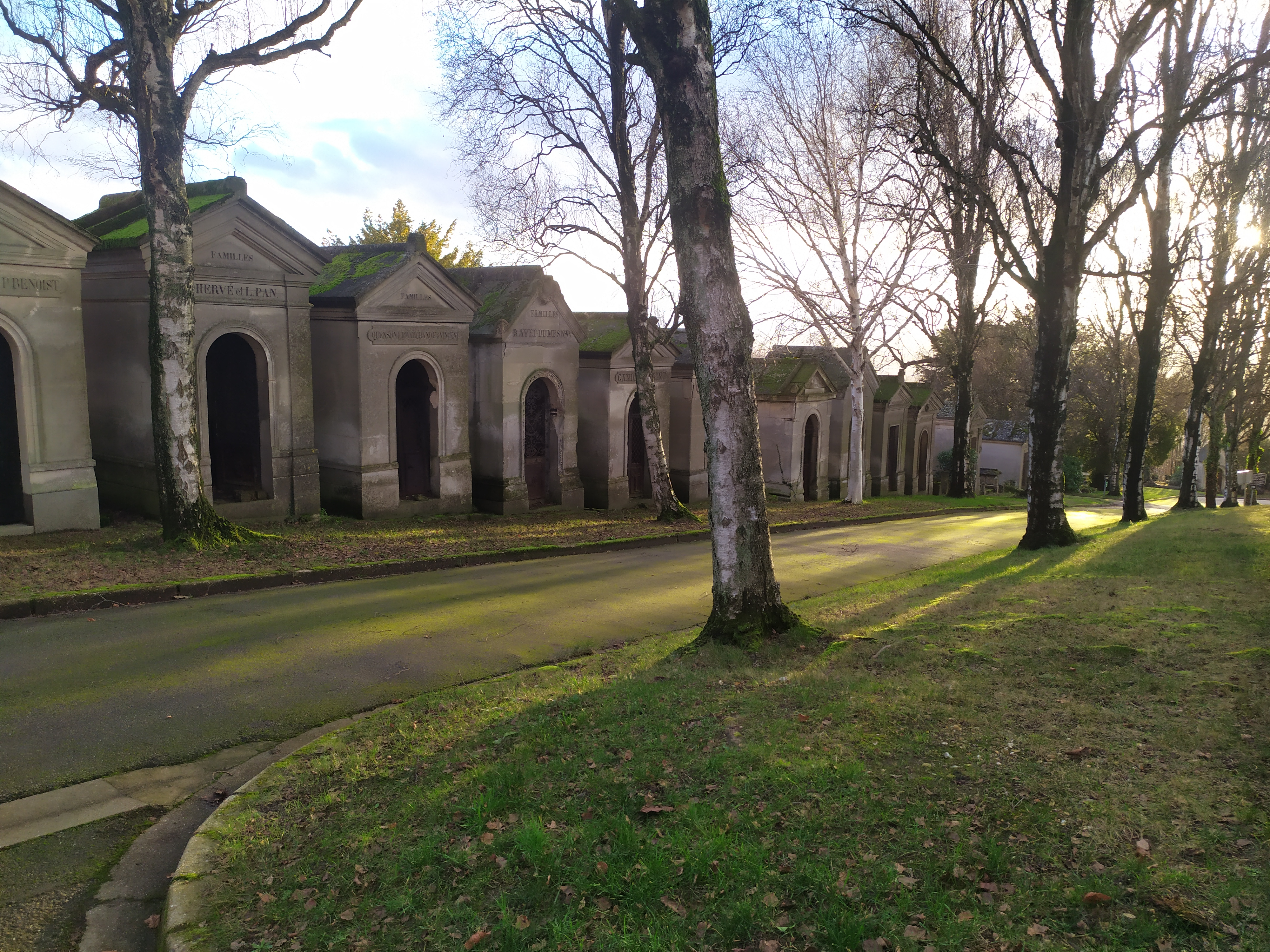
Allée au sud du cimetière.
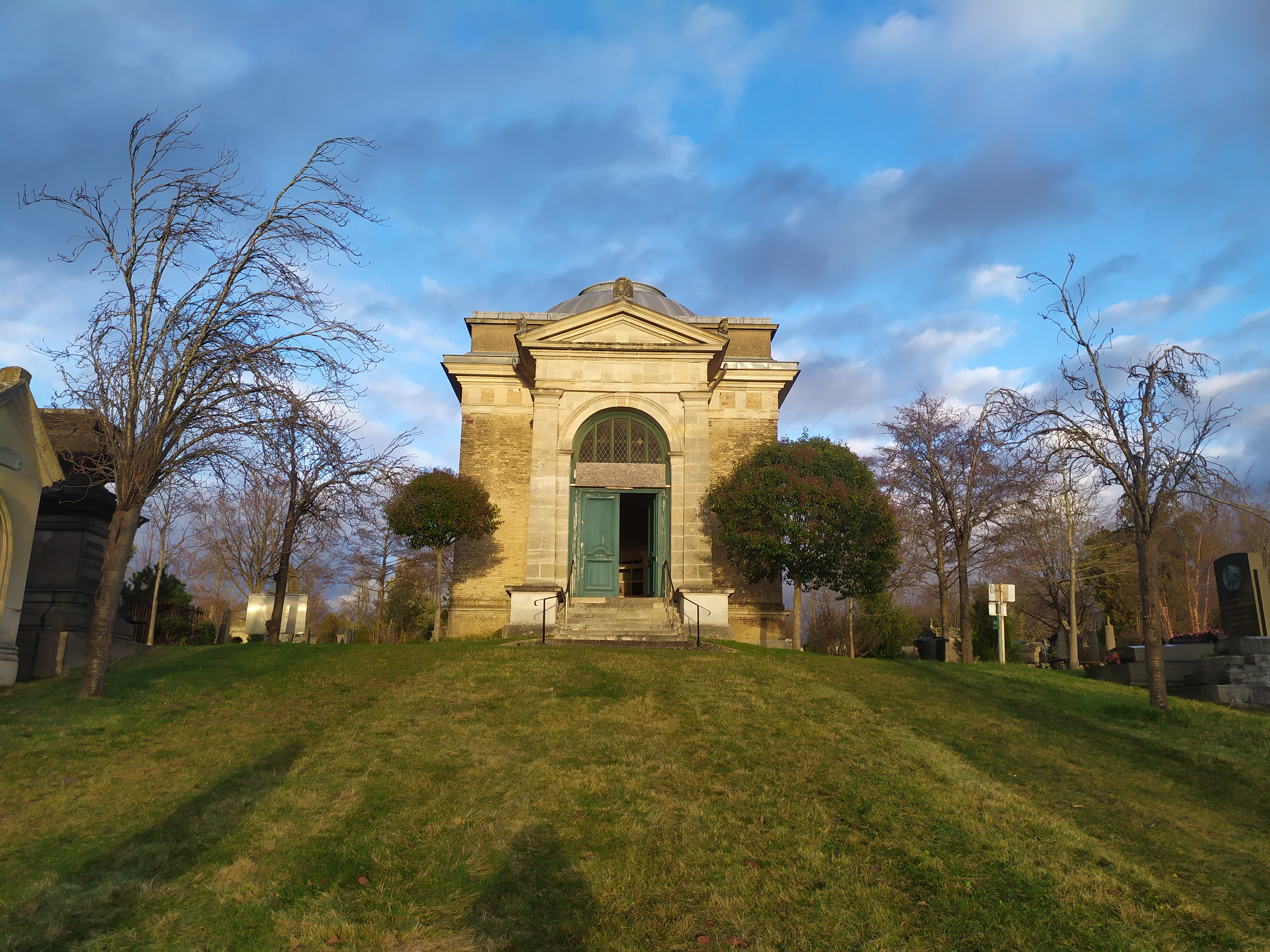
Ancienne chapelle, devenue Colombarium.
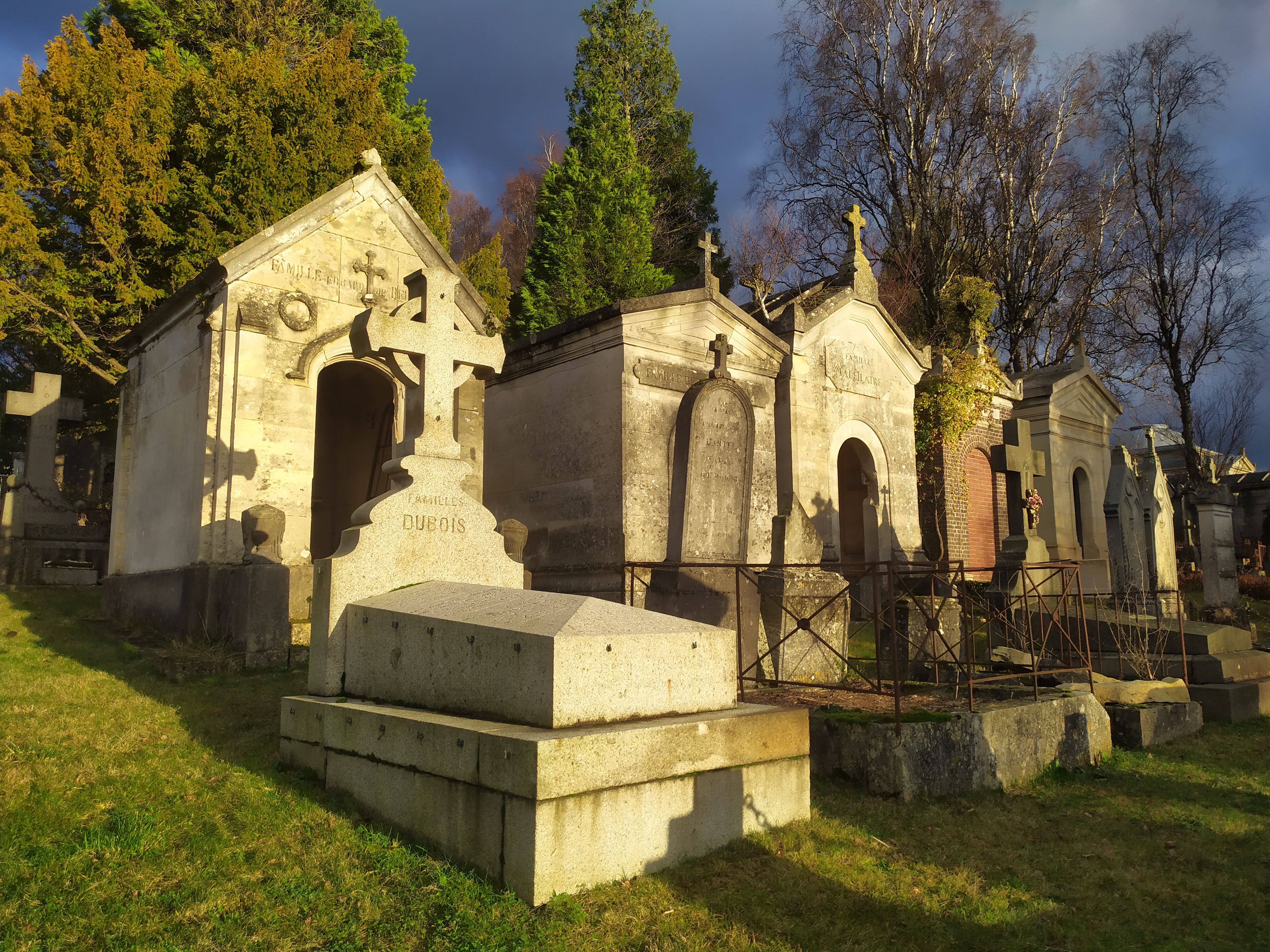
Tombes.

### Sous la Troisième République, un ralentissement des concessions

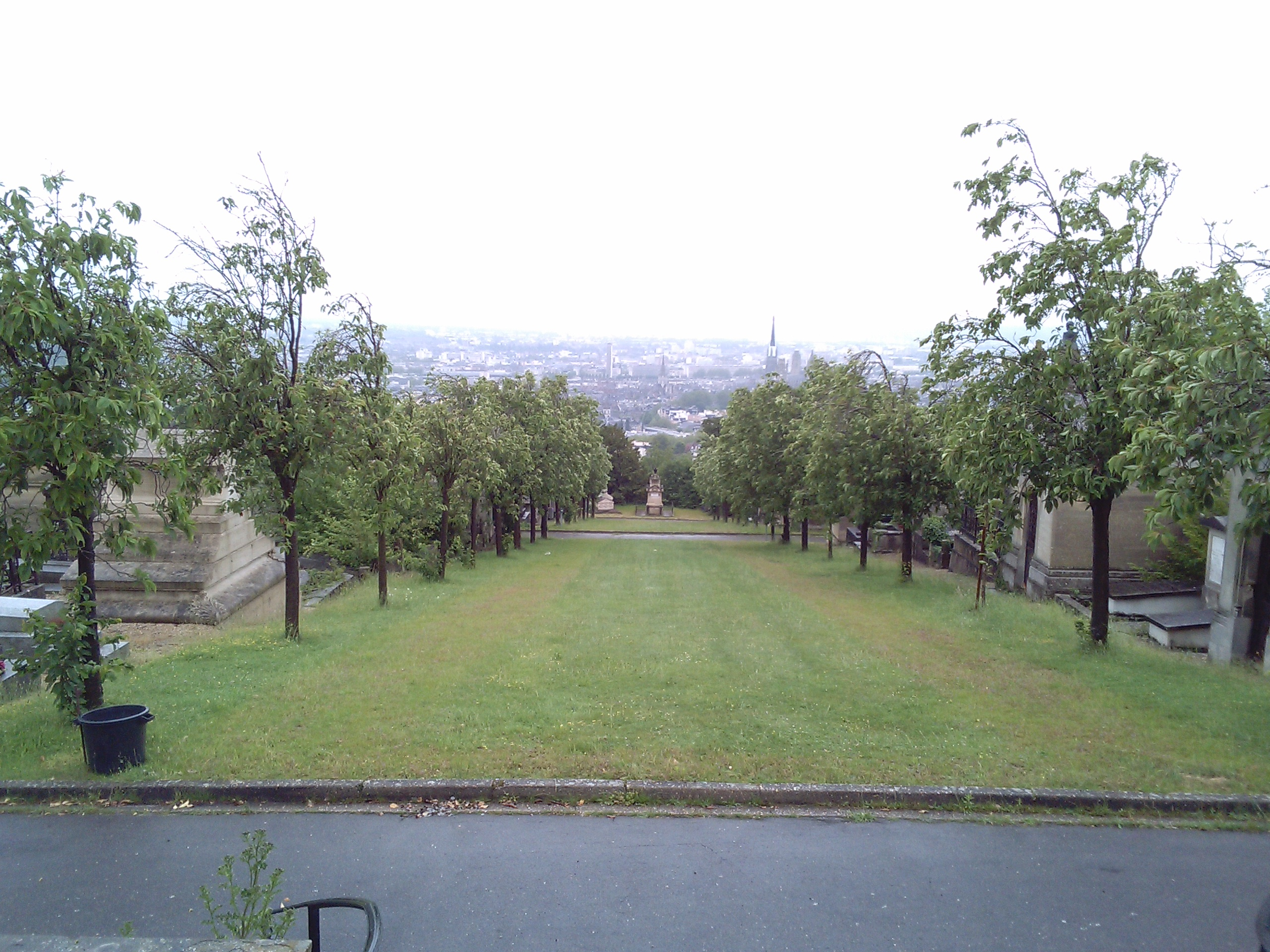
Vue sur l'avenue depuis le parvis du colombarium (ancienne chapelle).

En 1872, une première hausse des tarifs est décidée par la municipalité. Quatorze ans plus tard, en 1886, une nouvelle hausse est votée, pour financer un projet d'agrandissement du cimetière : le tarif des concessions augmente, en particulier pour les concessions les plus vastes, au-delà de 10 mètres carrés. Le nombre d'inhumations annuelles chute brusquement. En 1894, une révision des tarifs vers le bas permet au cimetière de retrouver sa clientèle, mais il souffre de la concurrence de nombreux autres cimetières suburbains, souvent moins onéreux, ou bénéficiant d'une proximité plus grande avec une église, comme à Bonsecours.
En effet, en application de la loi du 15 novembre 1881, la chapelle du cimetière est désaffectée en 1890. Elle rouvre en 1897 comme columbarium, alors qu'un four crématoire est établi en haut de la nécropole, au nord.

### Agrandissements auXXesiècle
Juste avant la Première Guerre Mondiale, la surface du cimetière est doublée. La nécropole attire alors une population plus modeste, issue de la classe moyenne, qui plébiscite les concessions pour trente ans, permises depuis 1886, aux onéreuses concessions perpétuelles.
En 1972, la ville décide de doter la nécropole d'un ossuaire pour y déposer les restes de 800 tombes présumées à l'abandon.

## Aménagement du cimetière
La section historique est lotie de nombreux caveaux familiaux dans les goûts néo-classique et néo-gothique.

Originellement, l'accès principal du cimetière était le porche sud (accès par l'avenue Georges-Métayer, aujourd'hui fermé au profit des portes nord et est). Une rampe d'accès, contournant le monument aux morts de la guerre 1870-1871 permet de rejoindre l'allée inférieure, bordée des tombeaux des célébrités locales, artistes (Boieldieu, Court), militaires et politiques (plusieurs maires de la ville y sont inhumés). La première terrasse et les abords de l'avenue menant à la chapelle sont les secteurs les plus prisés : on y trouve les concessions les plus luxueuses, avec une emprise au sol supérieure à 10 mètres carrés.

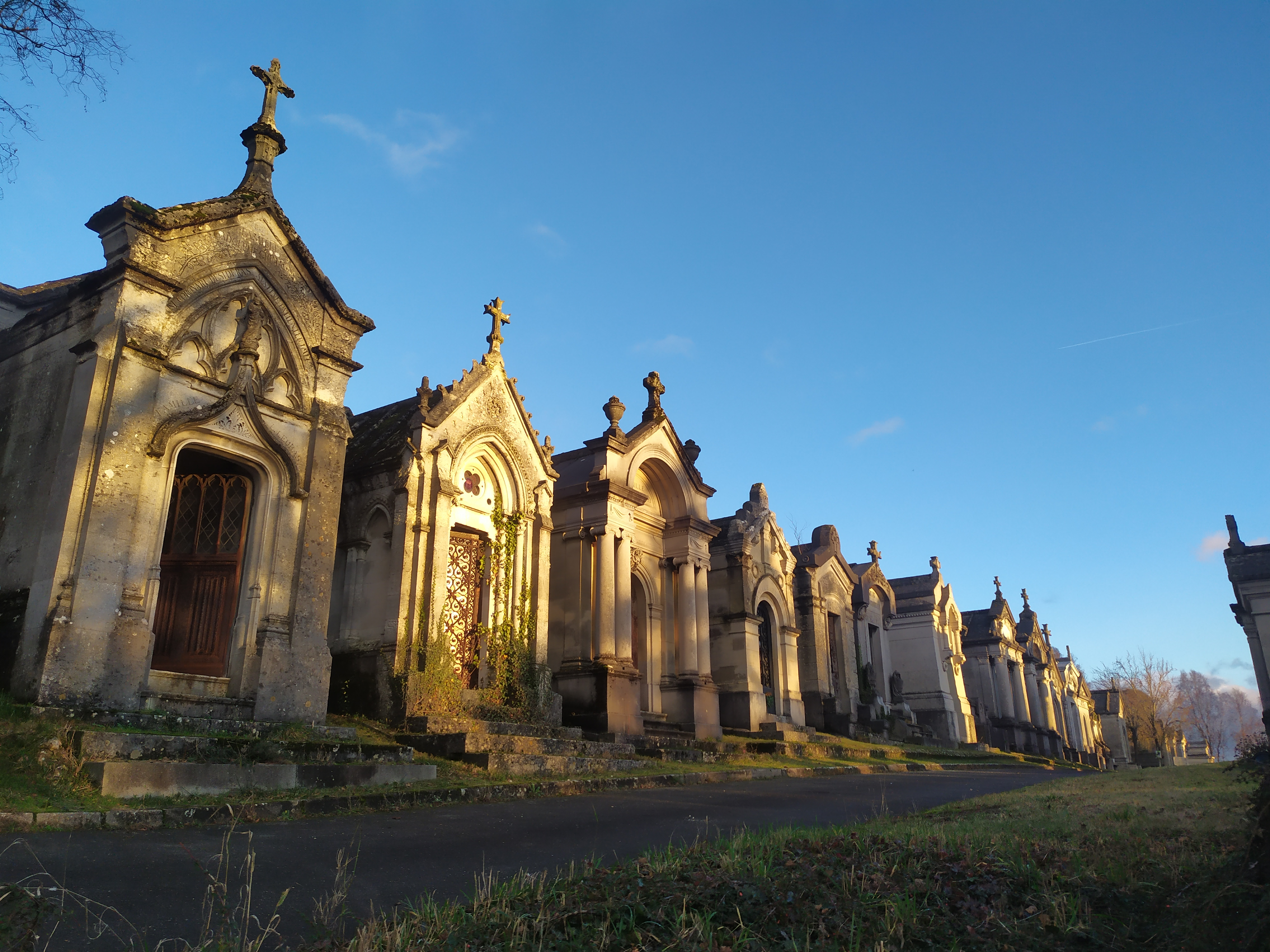
Section historique, allée ouest-est.
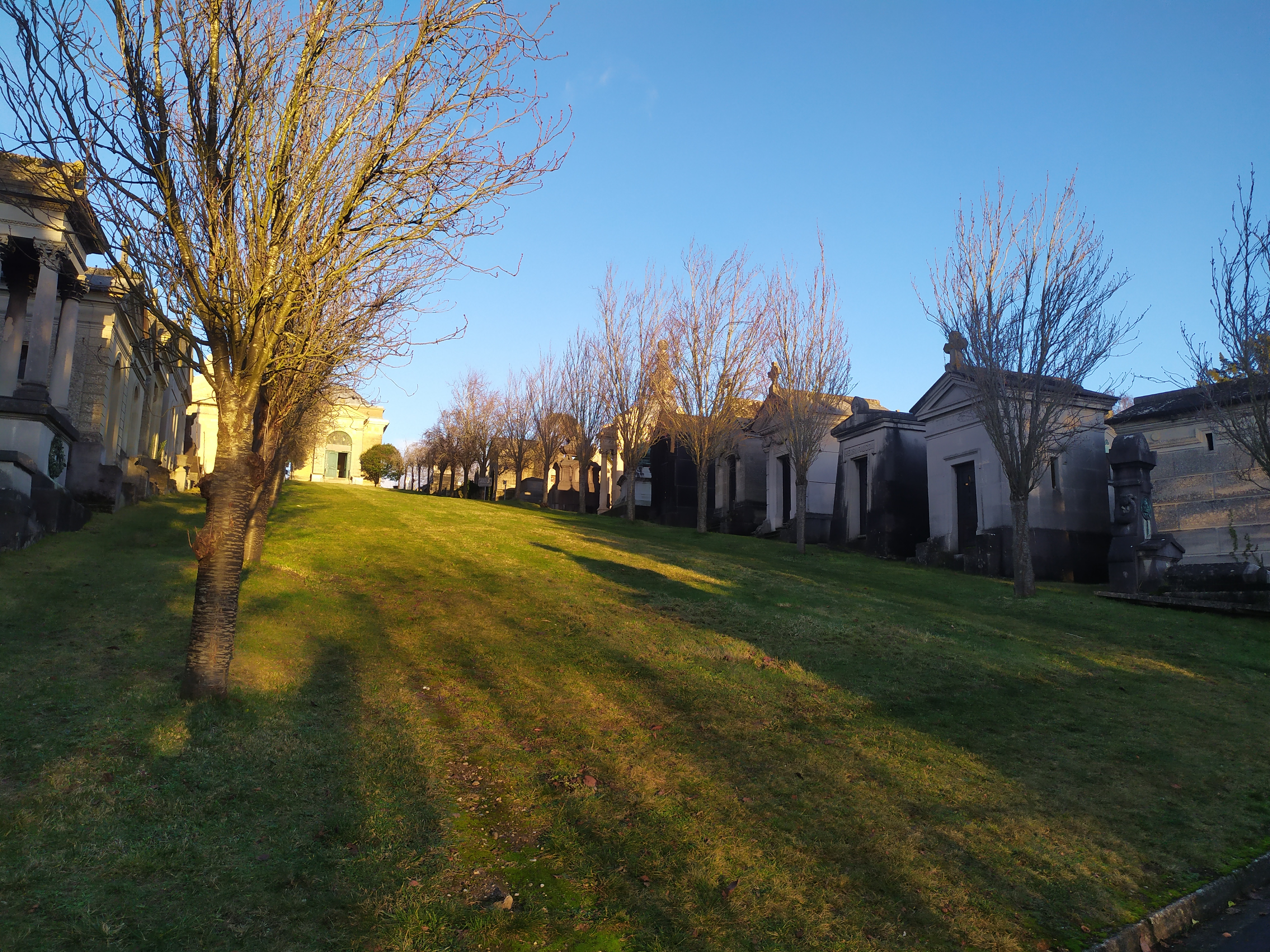
Avenue menant au Colombarium, bordée des monuments funéraires les plus onéreux.
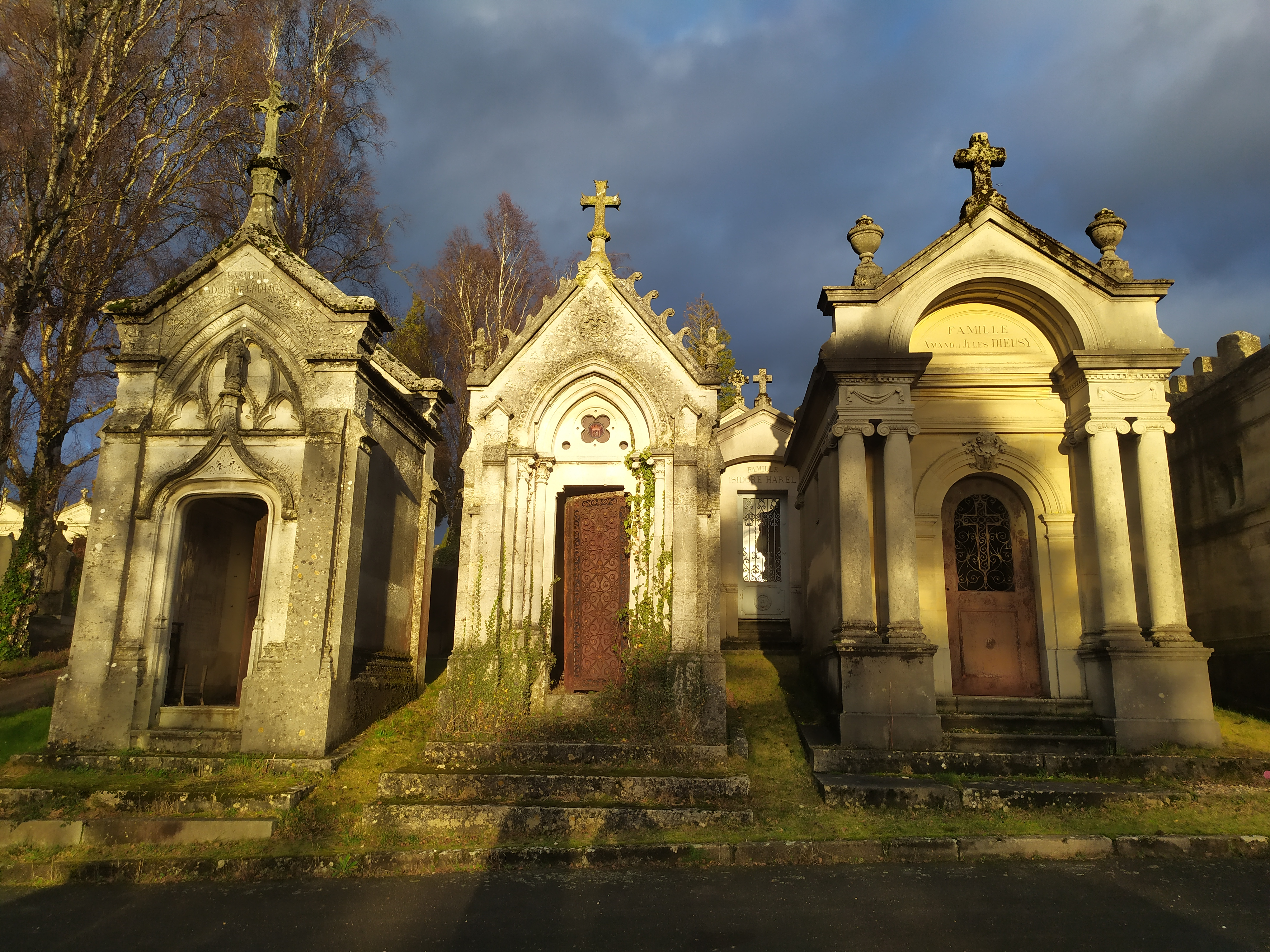
Exemples de chapelles familiales dans les styles néo-gothique et néo-classiques.
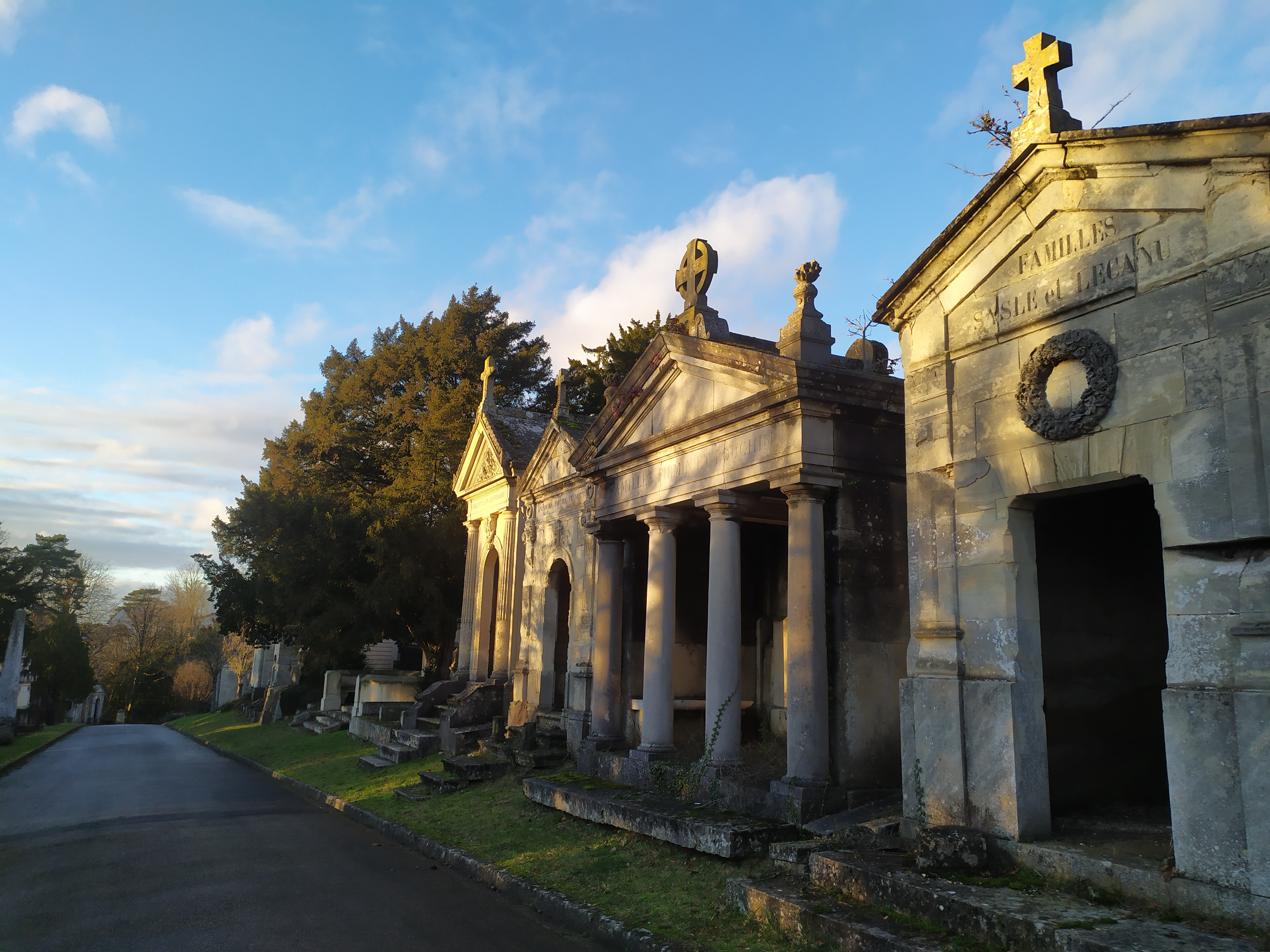
Allée inférieure, bordée des sépultures de rouennais célèbres.
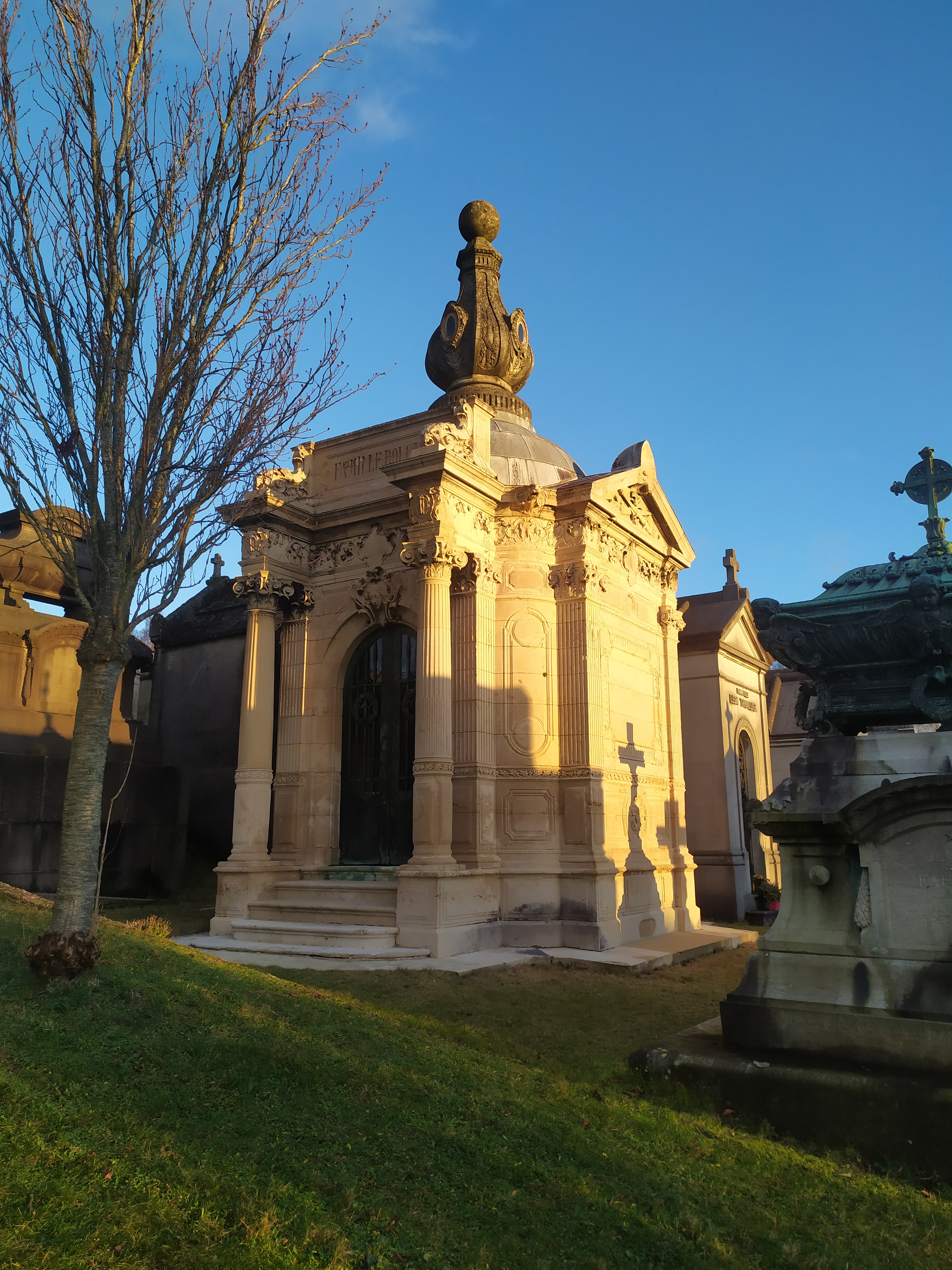
Chapelle de la famille Bouctot, sur l'avenue centrale.
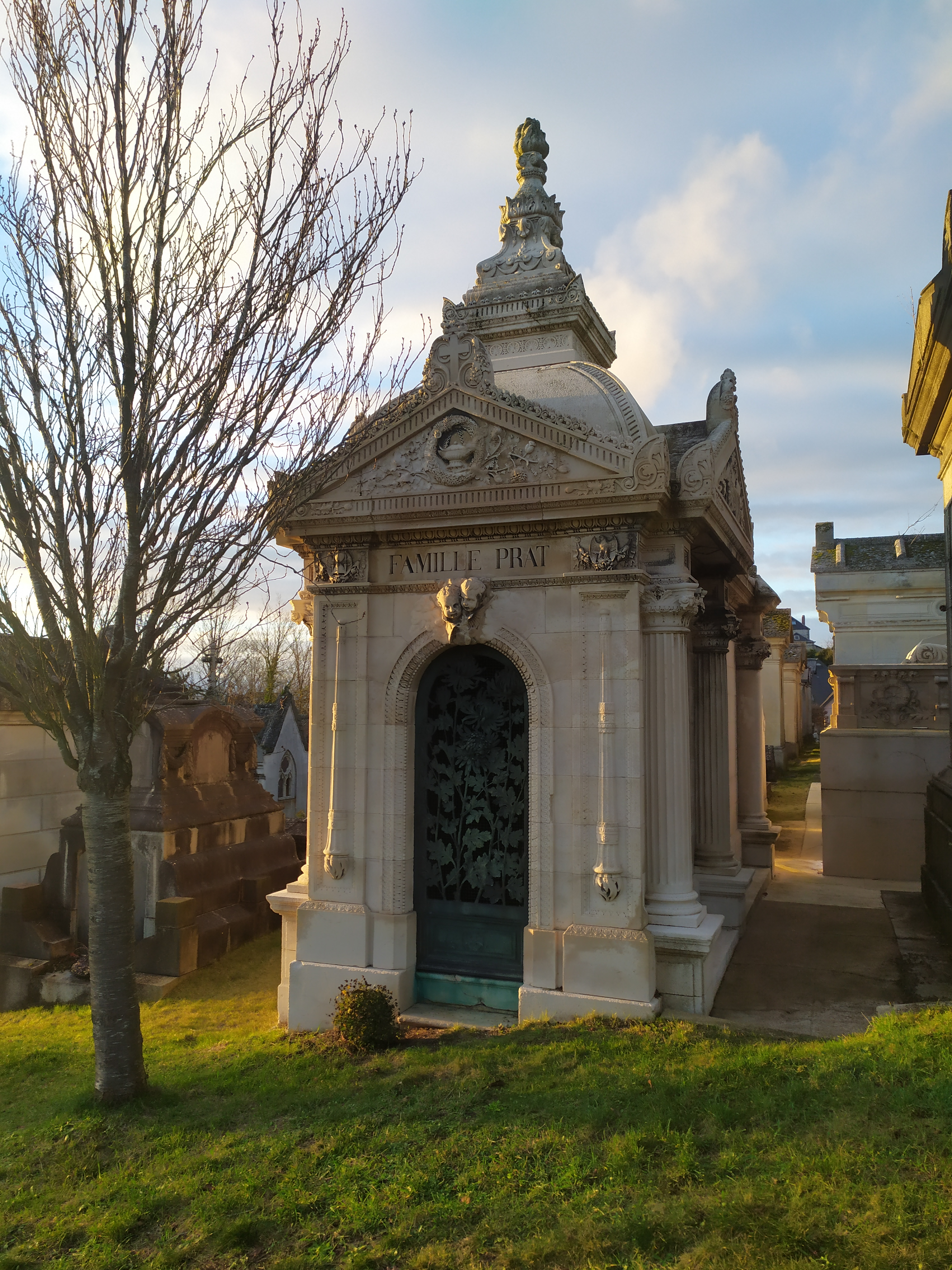
Chapelle de la famille Prat, sur l'avenue centrale.

Le cimetière ancien comprend un carré israélite et un carré protestant.
Le carré X accueille des monuments provenant de l'ancien cimetière de la Jatte, fermé en 1890 et loti en 1895.

## Monuments remarquables

### Sépultures individuelles et familiales

#### Monument d'Eustache-Hyacinthe Langlois

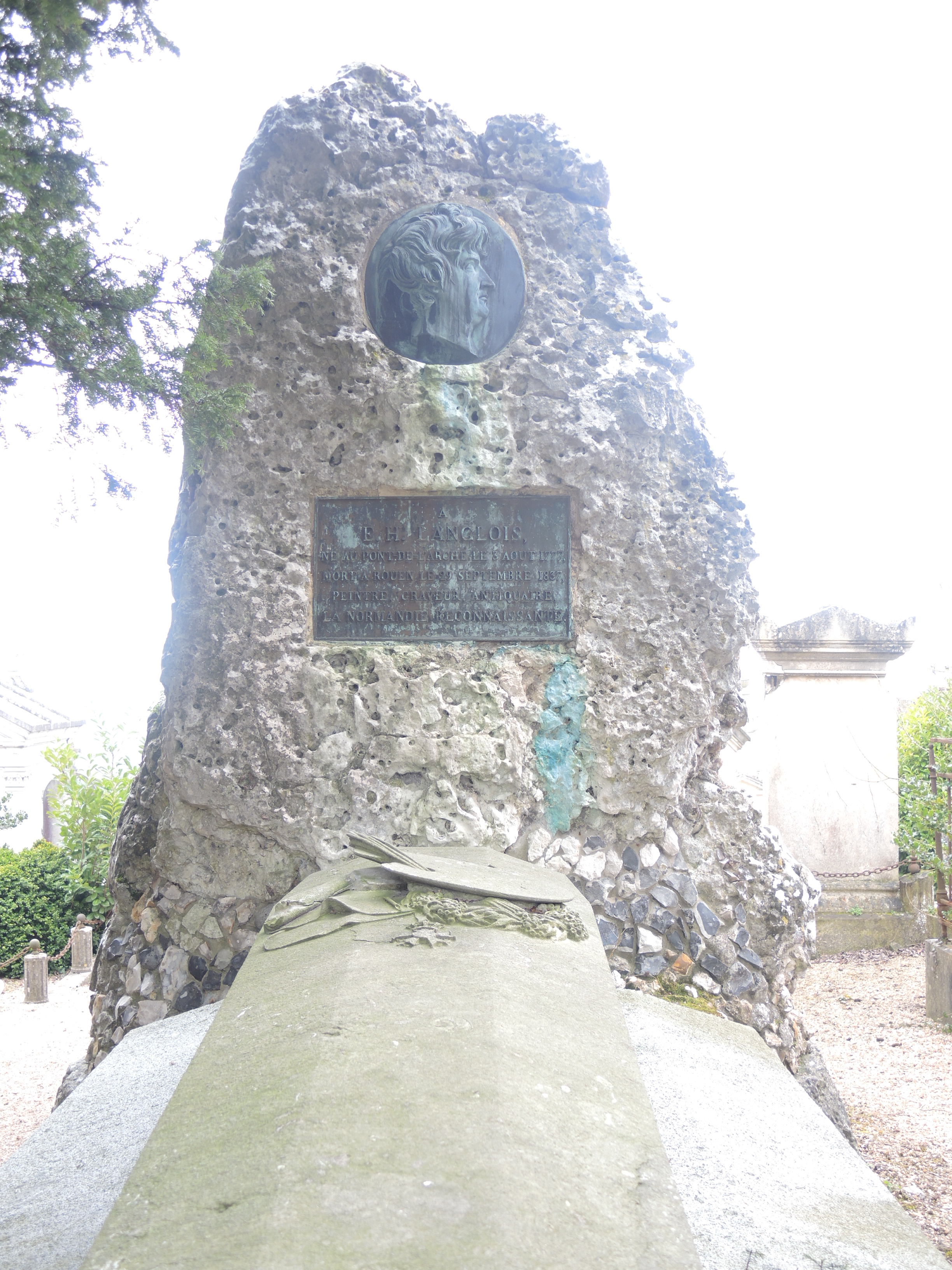
Tombeau de Eustache-Hyacinthe Langlois.

L'artiste et érudit Eustache-Hyacinthe Langlois, décédé en 1837, a reçu une sépulture élevée par la ville et ses amis. Le monument a été dessiné par Achille Deville, directeur du musée des Antiquités, Grimaux, entrepreneur, et Pottier, conservateur de la bibliothèque. Il se compose d'un tombeau en granit et est dominé par un menhir provenant de la forêt des Essarts, dans lequel sont insérés une plaque de bronze et un médaillon figurant le portrait du défunt, exécuté et offert par David d'Angers.

#### Sépulture de la famille Flaubert
La famille Flaubert est inhumée au cimetière monumental, sous des stèles très simples. Celles de Gustave Flaubert et de sa sœur Caroline encadrent les stèles funéraires de leurs parents.

#### Sépulture de la famille Duchamp-Villon
Les Duchamp-Villon possèdent une concession au sud du cimetière, en contrebas de l'allée inférieure, composée de trois stèles de marbre : y reposent notamment Raymond Duchamp-Villon, Jacques Villon, Marcel Duchamp et Suzanne Duchamp.

#### Tombes ornées de créations de Ferdinand Marrou
Plusieurs tombeaux sont ornés de créations du ferronnier d'art rouennais Ferdinand Marrou, notamment ceux de Joseph Faucon, de la famille Thouroude et le sien propre, érigé en 1917. 

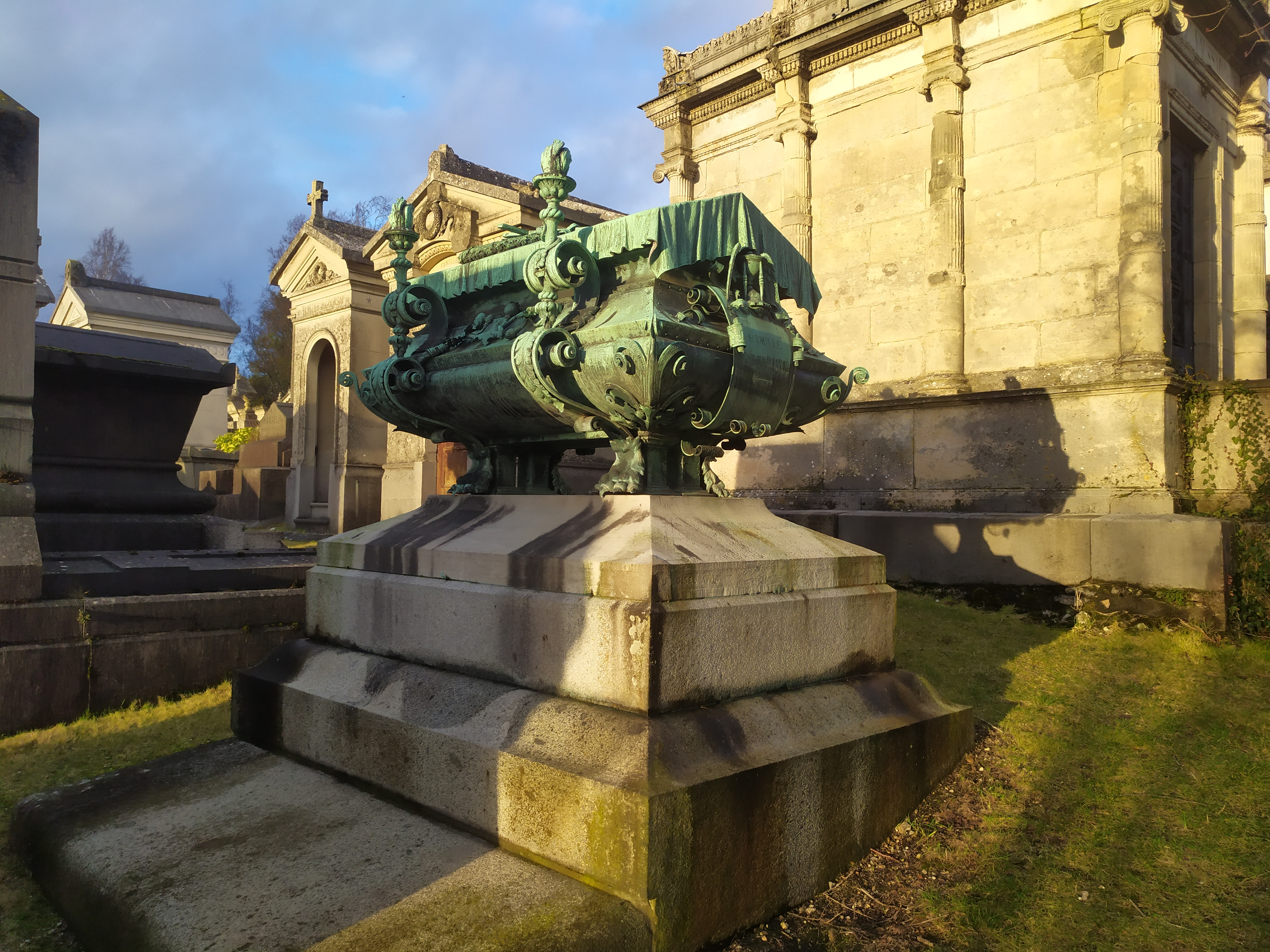
Tombe de la famille Marrou.
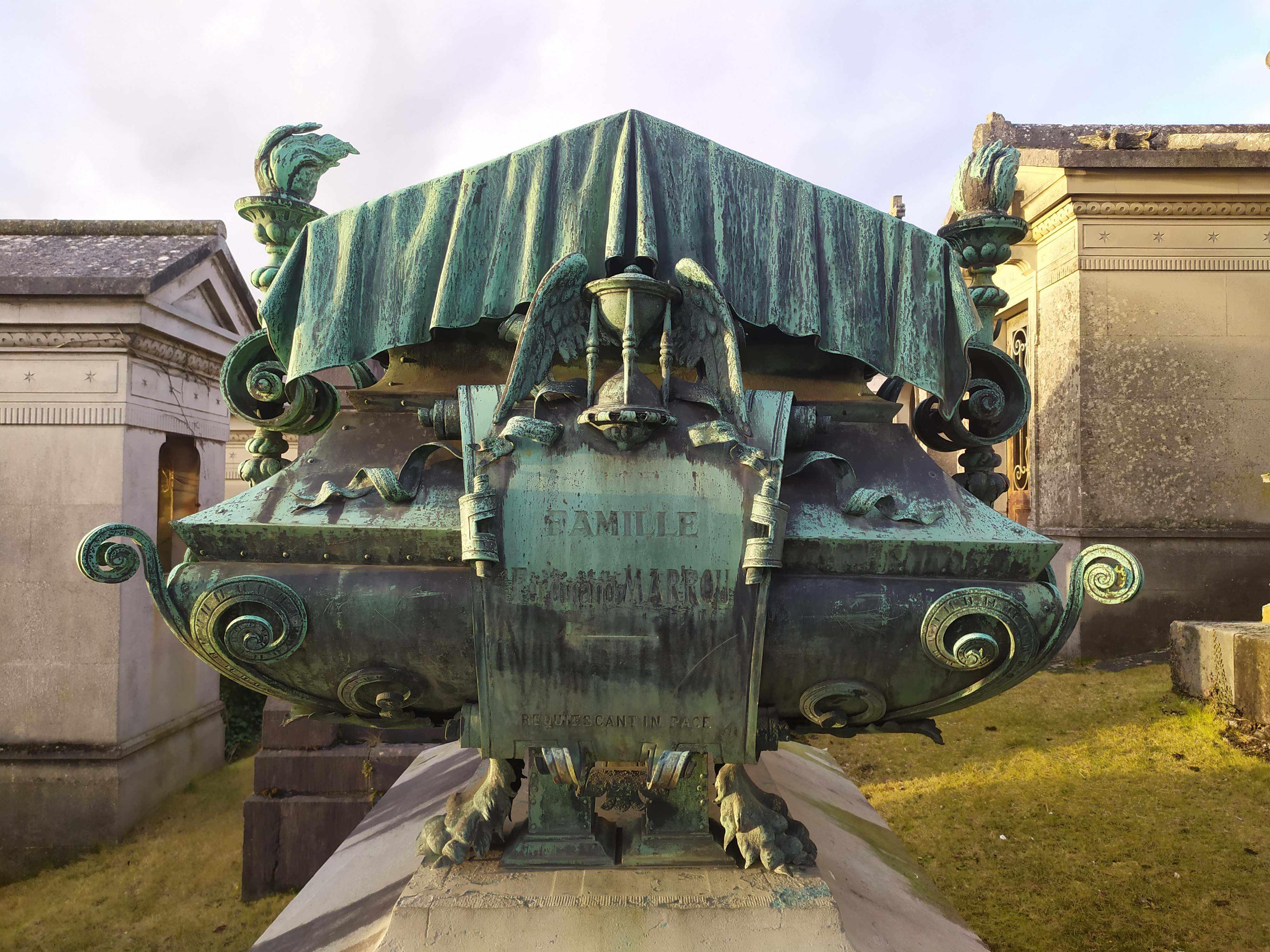
Détail du sarcophage.
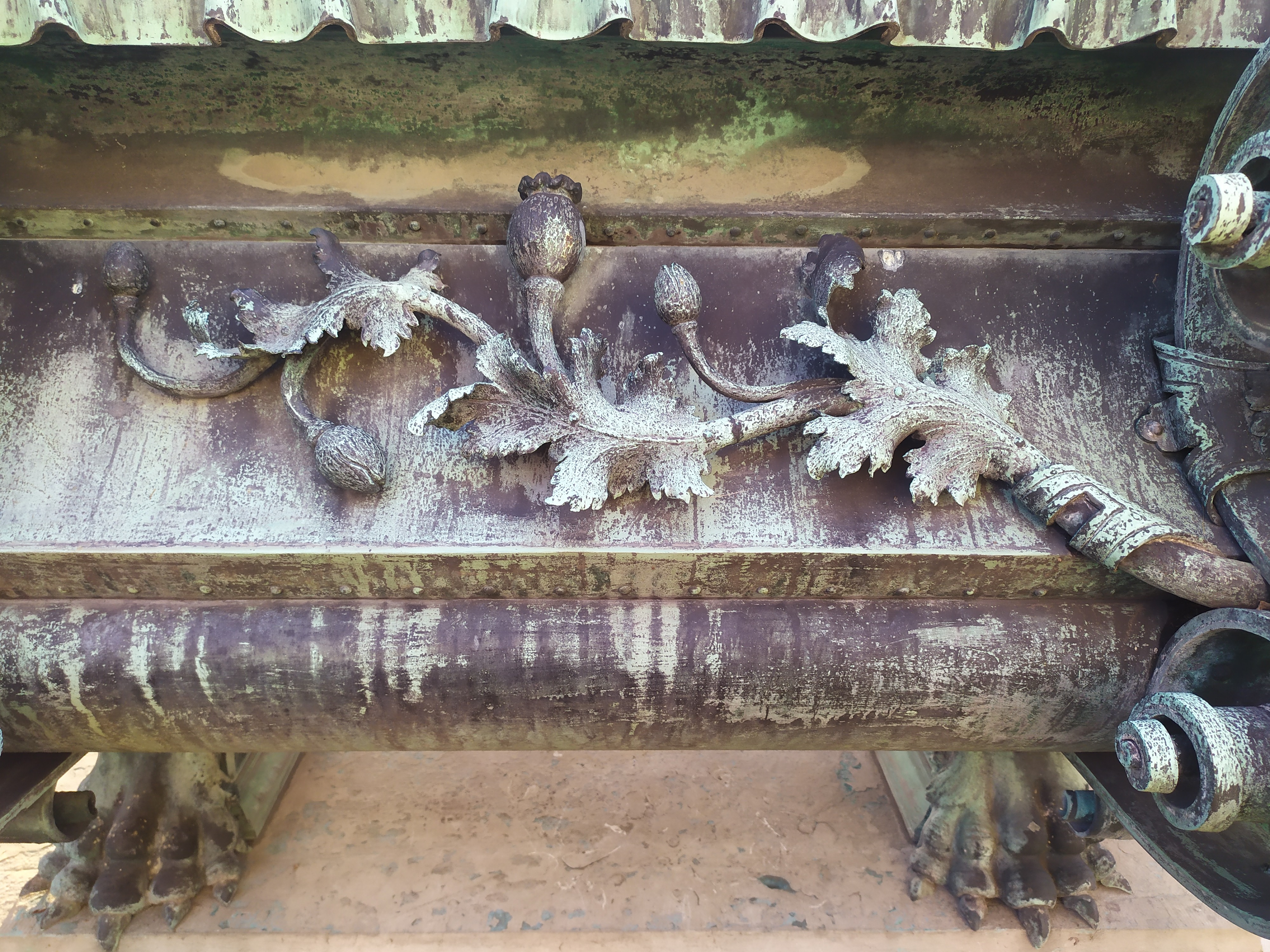
Détail d'un ornement végétal dessiné par Ferdinand Marrou.

### Monuments collectifs
Le cimetière monumental abrite plusieurs sépultures collectives et monuments commémoratifs.
À l'entrée sud du cimetière, se dresse le monument aux morts de la guerre de 1870-1871 et particulièrement aux 150 soldats tombés dans les combats de Buchy le 4 décembre 1870, de Moulineaux et de La Maison Brûlée. Le monument est composé d'un obélisque et d'une statue de femme, sculptée par Eugène Bénet.
Un autre monument, reconnaissable à son obélisque tronqué orné d'une lyre, est dédié aux victimes de l'incendie du théâtre des Arts, survenu le 25 avril 1876, lors d'une représentation d'Hamlet. Le monument, financé par une soirée caritative, a été inauguré le 29 avril 1888.
Quatre dalles rassemblées par une structure de fer forgé forment la tombe des quatre sapeurs-pompiers de Rouen décédés le 8 mai 1909 dans l'incendie de l'usine de vaseline Lille-Bonnières de Petit-Quevilly, nouvellement édifiée. Ils furent honorés par des obsèques solennelles organisées par la ville de Rouen.

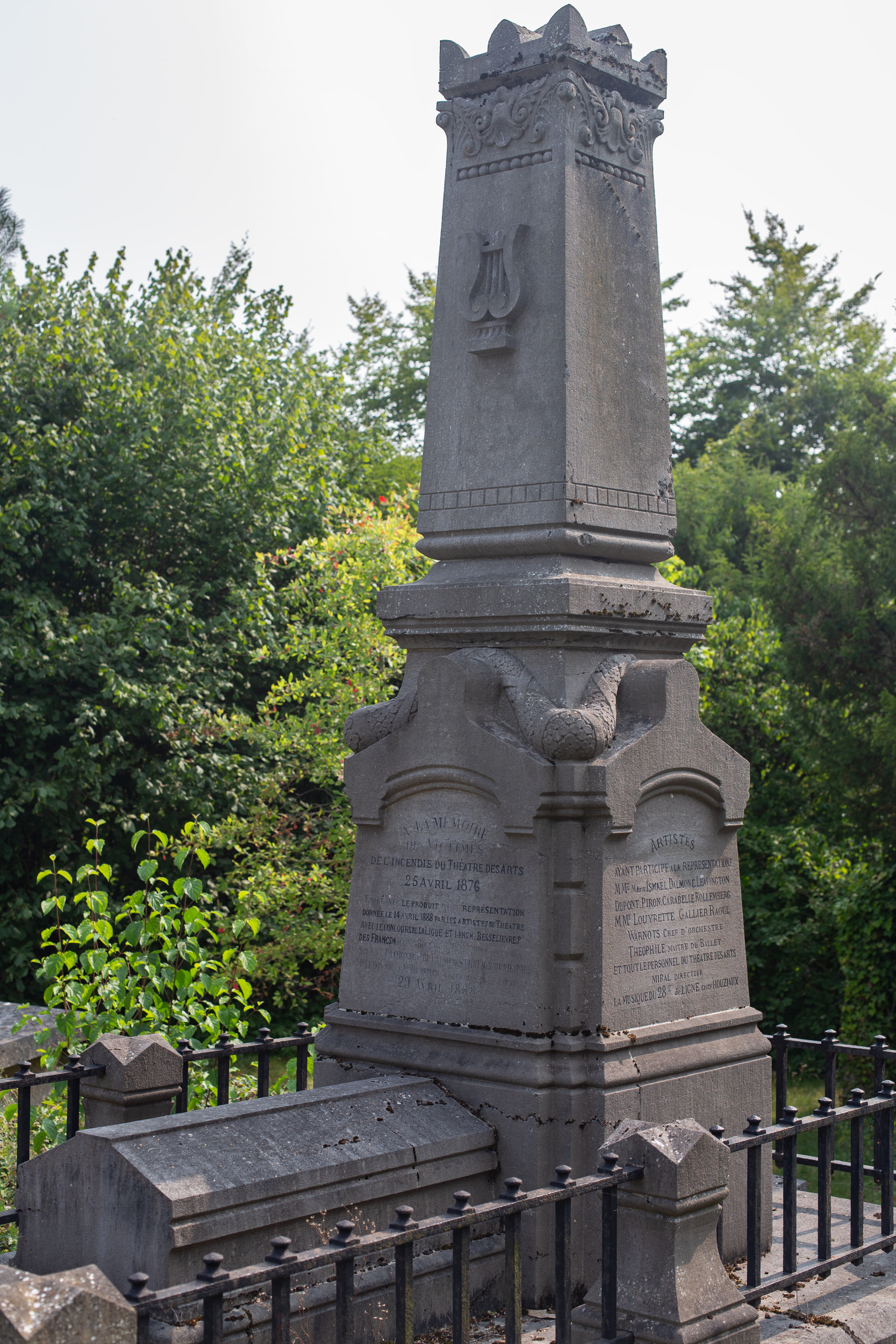
Monument aux victimes de l'incendie du théâtre des Arts.

## Personnalités inhumées
- Charles Angrand
- Théodore Bachelet
- Henry Barbet
- Albert Beaucamp
- Michel Bérégovoy
- Édouard de Bergevin
- Adolphe Gustave Binet (1854-1897)
- François Adrien Boieldieu (cœur)
- Georges Bouctot
- Louis-Hyacinthe Bouilhet
- Louis Auguste de Bourbel de Montpinçon
- Jean-Baptiste Cécille
- Jacques Chastellain
- Pierre Chirol
- Jean Benoît Désiré Cochet
- Marcel Couchaux
- Joseph-Désiré Court
- Édouard Delabarre
- Eustache de La Quérière[6]
- François Depeaux
- Georges Dubosc
- Marcel Duchamp
- Suzanne Duchamp
- Raymond Duchamp-Villon
- Adolphe Dumas
- Gustave Flaubert
- Antoine Fourez[7]
- Henri Gadeau de Kerville
- Jean Pierre Louis Girardin
- Jacques Hébertot
- Auguste Houzeau
- Eustache-Hyacinthe Langlois
- Maurice Lebon
- Albert Lebourg
- Gaston Le Breton
- Théodore-Éloi Lebreton
- Lucien Lefort
- Victorien Lelong
- Léon-Jules Lemaître
- Valérius Leteurtre
- Juste Lisch
- Ernest Manchon
- Ferdinand Marrou
- Amédée Méreaux
- Georges Métayer
- Émile-Louis Minet
- Étienne Nétien
- Émile Frédéric Nicolle
- Noémi Noire-Oursel
- Georges Pennetier
- Félix Archimède Pouchet
- Augustin Pouyer-Quertier
- Raymond Quenedey
- Marie Antoine de Reiset
- Jean Revel
- Louis Ricard
- Eugène Richard
- Jules Senard
- Charles Verdrel
- Jacques Villon
- Francis Yard
- Colette Yver
- Philippe Zacharie

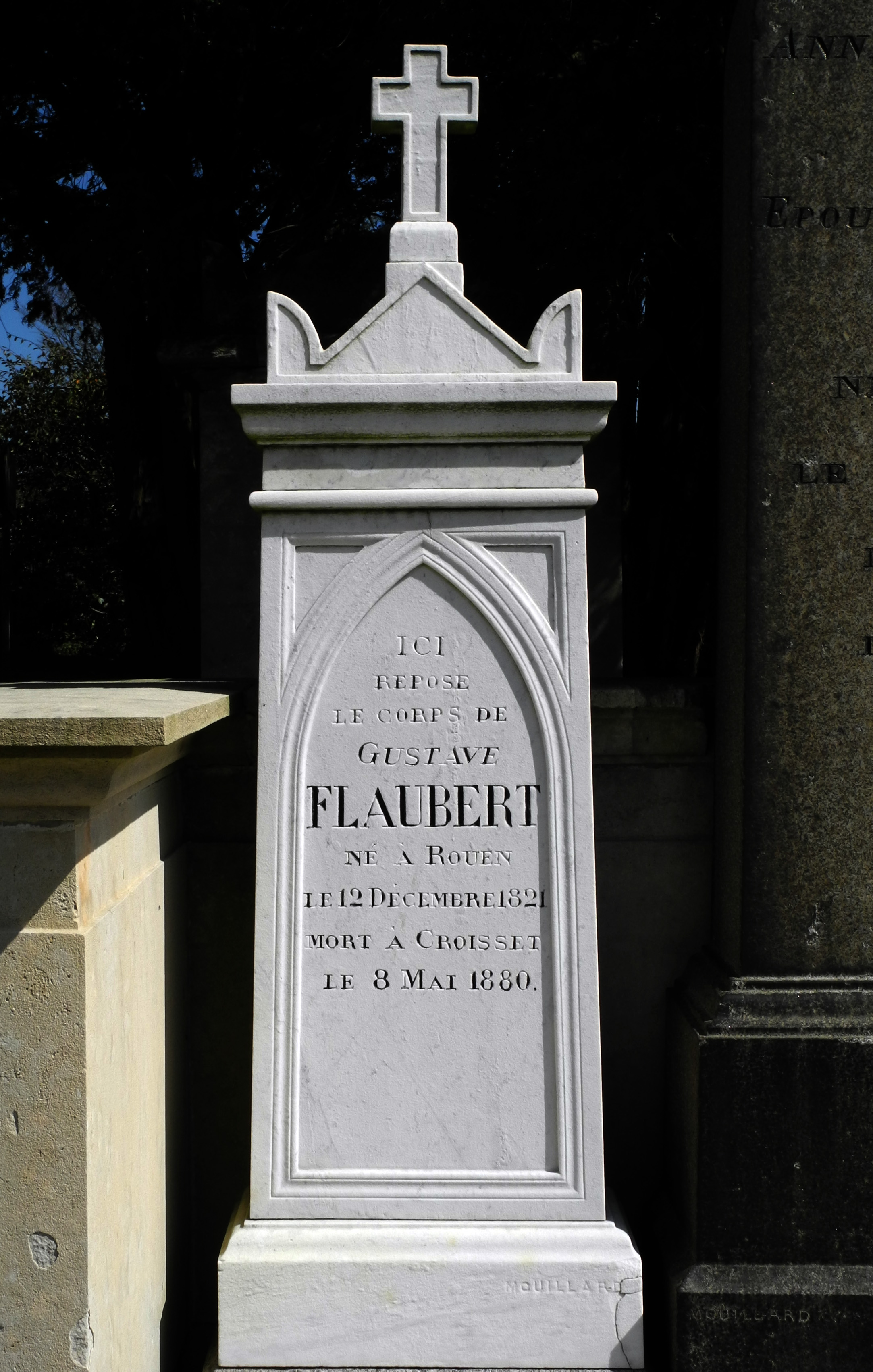
Tombe de Gustave Flaubert.
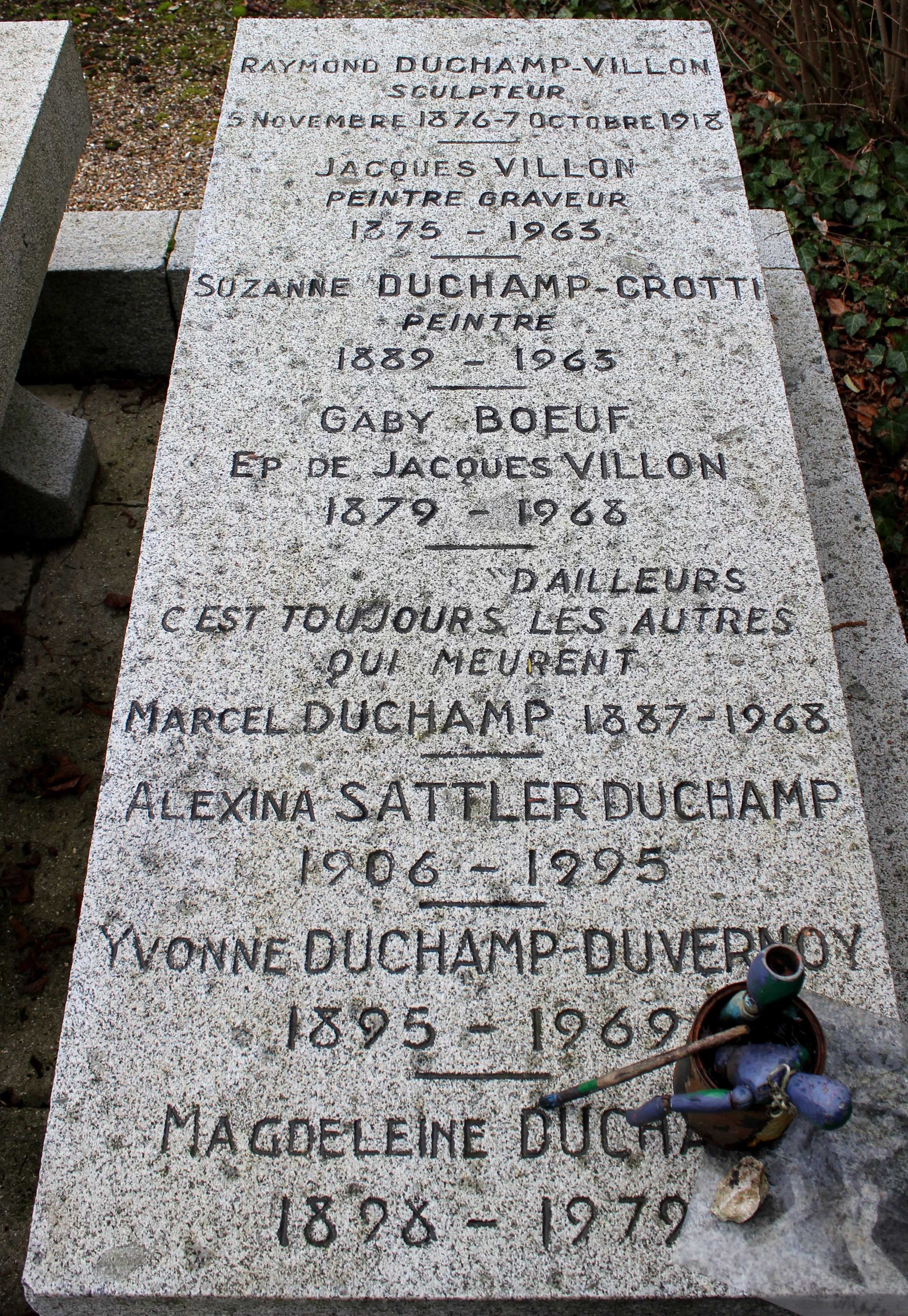
Tombe de Marcel Duchamp.
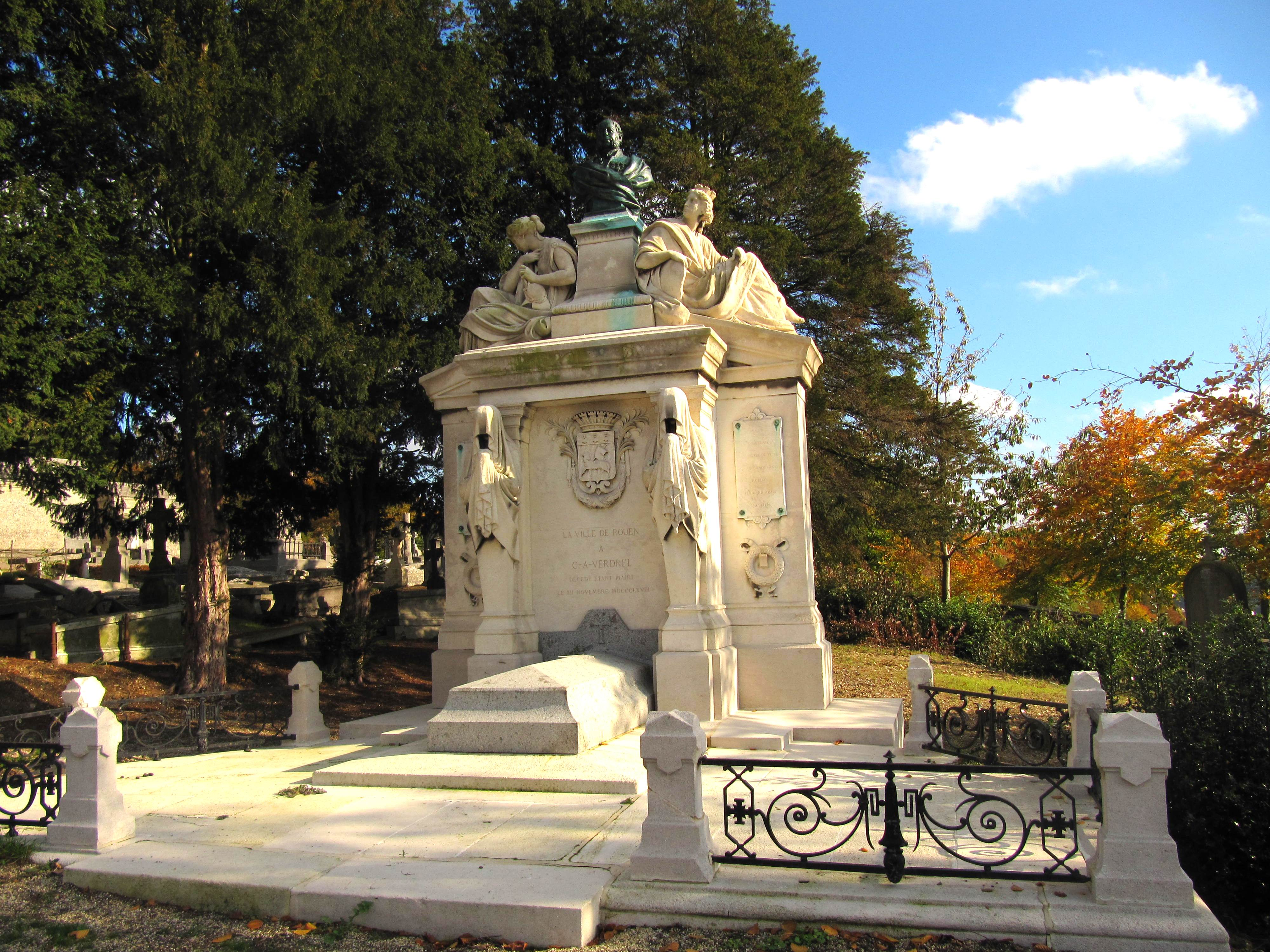
Le tombeau de Charles Verdrel.

## Personnalités crématisées
- Henri Gadeau de Kerville
- Georges Mirianon
- Patrice Quéréel